# Hansi Hinterseer
Johann Ernst "Hansi" Hinterseer (født 2. februar 1954 i Kitzbühel) er en østrigsk sanger, skuespiller og tidligere skiløber.
Som ung var Hinterseer i den internationale elite i skiløb, og hans bedste VM-resultat blev en sølvmedalje i 1974 i St. Moritz i storslalom. Han vandt seks worldcup-løb og vandt den samlede worldcup i storslalom i sæsonen 1972-73. I 1980'erne var han med i John Denver Celebrity Pro Am Ski senere John Denver Celebrity Ski Classic som den amerikanske sanger John Denver var vært for. Det foregik på Heavenly Mountain Resort ved Lake Tahoe i Californien, hvor kendte sanger og skuespiller skulle dyste mod professionelle skiløber. Her mødte han den amerikanske sanger John Denver. .
Efter afslutningen af den aktive skikarriere var han i en årrække radio- og tv-kommentator i østrigsk tv ved skiløbsbegivenheder.
I 1994 påbegyndte Hinterseer sin anden store karriere, da han fik en pladekontrakt og begyndte at optræde med slagermusik. Allerede den første single "Du hast mich heut' noch nicht geküsst" blev et mindre hit, og det tilhørende album Wenn man sich lieb hat nåede en 29. plads på den østrigske hitliste. Snart fik Hinterseer et trofast publikum i de tysktalende lande, og i 2005 nåede han for første gang en førsteplads med et album. Han har udgivet hen imod tyve album, som har indbragt ham adskillige guld- og platinplader som følge af højt salg.
Efterhånden nåede Hinterseers berømmelse ud over den tysktalende del af verden, og i 2010 toppede han den danske hitliste med dobbeltalbummet The Danish Collection.

## Diskografi
Albums
| År   | Album                          | Højeste hitlisteplacering | Certificeringer | Noter |
| År   | Album                          | DEN                       | Certificeringer | Noter |
| ---- | ------------------------------ | ------------------------- | --------------- | ----- |
| 2010 | The Danish Collection          | 1                         |                 |       |
| 2010 | Ich hab Dich einfach lieb      | 1                         |                 |       |
| 2010 | Glædelig Jul                   | 14                        |                 |       |
| 2010 | Das Beste von Hansi Hinterseer | 16                        |                 |       |
| 2011 | Zwei Herzen                    | 2                         |                 |       |
| 2012 | Im siebten Himmel              | 3                         |                 |       |
| 2012 | Jedes jahr zur selben zeit     | 14                        |                 |       |
| 2013 | Heut ist dein tag              | 2                         |                 |       |
| 2013 | De største hits                | 6                         |                 |       |
| 2014 | Das beste zum Jubiläum Live    | 14                        |                 |       |
| 2015 | Gefühle                        | 10                        |                 |       |
| 2017 | Für mich ist Glück...          | 39                        |                 |       |
| 2019 | Ich halt zu dir                | 11                        |                 |       |
| 2020 | Weihnachten miteinander        | 21                        |                 |       |
| 2022 | Weil es dich gibt              | 35                        |                 |       |

Singler
| År   | Single             | Højeste hitlisteplcæring | Certificeringer | Album |
| År   | Single             | GER                      | Certificeringer | Album |
| ---- | ------------------ | ------------------------ | --------------- | ----- |
| 2010 | "Hände Zum Himmel" | 68                       |                 |       |

Andre
- Wenn man sich lieb hat ("If you are in love")
- Ich warte auf Dich ("I am waiting for you")
- Mein Geschenk für Dich ("My present for you")
- Danke für deine Liebe ("Thank you for your love")
- Dann nehm ich dich in meine Arme ("Then I take you in my arms")
- Träum´mit mir ("Dream with me")
- Du bist alles ("You are everything")
- Weihnachten mit Hansi ("Christmas with Hansi")
- Vater, dein Wille geschehe ("Father, thy will be done")
- Meine Lieder, Deine Träume ("My songs, your dreams")
- Goldene Weihnacht ("Golden Christmas")
- Komm mit mir ("Come with Me") (2009, Ariola)

### DVD'er
- 2010: Ich hab dich einfach lieb! Kitzbühel Open Air 2010

### TV / Filmografi
- 1997: "Hochwürdens Ärger mit dem Paradies" (TV film comedy)
- 2000: "Da wo die Berge sind"
- 2002: "Da wo die Liebe wohnt"
- 2003: "Da wo die Heimat ist"
- 2004: "Da wo die Herzen schlagen"
- 2005: "Da wo das Glück wartet"